# Andreas Knudsen
Andreas „Annan“ Knudsen (* 23. November 1887 in Drammen; † 11. Februar 1982 in Oslo) war ein norwegischer Segler und Ruderer.

6mR-Yacht (Typ 1907 links), (Typ 1919 rechts)

## Erfolge
Knudsen war Mitglied des Christiania Roklub und Teil des Achters mit Steuermann, der an den Olympischen Spielen 1908 in London teilnahm. Das Boot schied im ersten Vorlauf aus.
Andreas Knudsen, der für den Kongelig Norsk Seilforening (KNS) segelte, gewann 1920 in Antwerpen bei den Olympischen Spielen in der 6-Meter-Klasse nach der International Rule von 1907 die Silbermedaille. Er war Crewmitglied der Marmi, deren Crew zudem aus Skipper Einar Torgersen und Leif Erichsen bestand. In drei Wettfahrten misslang der Marmi zunächst eine Zieleinfahrt, ehe sie daraufhin den zweiten und schließlich den ersten Platz belegte. Mit sieben Gesamtpunkten schloss Knudsen die Regatta auf dem zweiten Platz hinter dem belgischen Boot Edelweiß II von Skipper Émile Cornellie und vor dem zweiten norwegischen Boot Stella ab.